# 徐汇艺术馆
徐汇艺术馆（英語：Xuhui Art Museum）是位于上海市徐汇区的一家公益性文化机构，主要用于举办美术展览、开展学术研究、典藏艺术精品和普及审美教育。原为鸿英图书馆，地址淮海中路1413号衡山路-复兴路历史文化风貌区内。建筑主体为三层砖混结构的花园洋房，展厅拱门由红砖砌筑，前后花园共有400平米。展厅面积600平米，有上下两层，另有陈列室，多媒体视听区，艺术沙龙角，服务台等功能区。自开馆以来，国内外大批艺术名家曾在此参展。

## 历史
1924年黄炎培、沈恩孚、史量才等人等人创立甲子社，设有专门收辑史料的人文类编辑部。
1929年迁至今复兴中路，改名人文社，设立人文图书馆。
1933年叶鸿英捐款50万元支持图书馆的发展，改名为鸿英图书馆，搬迁至现址霞飞路(今淮海中路)1413号，是上海第一家私人图书馆。并设立了鸿英图书馆基金，由蔡元培、黄炎培、沈恩孚、江恒源等15人担任董事。
1942年10月对外开放。该馆藏书15万册，其中3777册181.3万件是民国时期日报、剪报资料极其珍贵。
1950年2月，鸿英图书馆交由上海市教育局代管。
1952年由上海市文化局接办。
1955年与新闻图书馆合并为上海市报刊图书馆。
1958年并入上海图书馆，全部藏书移并至上海图书馆。
1966年前，该房屋由徐汇图书馆和春泥越剧团使用
1986年前由区青少年科技站、区红专学院和长江沪剧团使用。
1987 - 1991年，由区少儿图书馆和文化艺术服务公司使用。
2004年，投资719万元修复鸿英图书馆旧址，11月竣工，改建成徐汇艺术馆，并被列为区级文物保护单位。
2005年12月17日，徐汇艺术馆正式对外开放。

## 交通

### 地铁
- 上海轨道交通1号线、上海轨道交通7号线：常熟路站
- 上海轨道交通10号线：上海图书馆站

### 公交
- 96路：复兴中路乌鲁木齐中路站
- 26路、911路、920路：淮海中路乌鲁木齐中路站
- 93路：乌鲁木齐中路复兴中路站